# WS009KE
WS009KEとは、WILLCOM（ウィルコム）向けに供給されたW-SIMに対応した、ケーイーエス（現・ アスモ）開発・製造のPHS音声端末である。同社が初めて製作したコンシューマ向け端末である。初代である9(nine)と、マイナーチェンジを施した9(nine)+があるが、型番は同じである。
2009年11月1日以降のロットはネットインデックス（現ネクス）製造となり、サポート等も同日以降は同社が担当することとなった。

## 概要
2006年12月14日に初代機種である9(nine)（ナイン）発売。端末のコンセプトは、シンプルで無駄な機能を削ぎ落とした「ミニマム」。通話・ウェブブラウザ・電子メールクライアントのみに機能を絞り、カメラやJava等は省かれている。ウィルコムの端末だけあって、ウェブブラウザはフルブラウザのNetFrontを搭載。高度化PHS規格のW-OAMに対応したW-SIMである「RX420AL」が同梱され、CPUにARM9を採用して、快適な操作感を達成している。RX420AL以外のW-SIM(RX410IN,RX420IN)にも対応し、本体のみの単品販売も行われている。発売当初はホワイト・ブラックの2色のみであったが、2007年3月27日にピンクが新色として追加発売され、2007年7月6日にはグリーン・レッド2色が追加発売。また、2007年8月3日に、限定モデルとしてFCバルセロナモデル（臙脂色）が発売となる。ファームウェアバージョンV107以降を適用することにより、内蔵ソフトウェアは9(nine)+に近い状態までアップデートされる。
2008年1月31日に9(nine)をマイナーチェンジした9(nine)+（ナインプラス）が発売された。9(nine)のコンセプトはそのまま保ち、変更点は内蔵メモリの追加・赤外線通信対応・メインディスプレイ上部へのLED搭載など細部にとどまっている。当初は3色展開で、フレンチブラックは1月31日、ポーラホワイトは2月20日、ブリティッシュブルーは2月27日発売。ソフトウェアバージョンアップにより同年12月9日出荷分から、ウィルコムガジェット・デコラティブメール・Javaアプリケーション・国際ローミングに対応した新バージョン（ウィルコムガジェット対応版）となった。既出荷分の9(nine)+についても、ソフトのアップデートにより対応予定とされていたが、ネットインデックス移行後の2010年9月時点まで実現していない。なお、ネットインデックス製移行後のガジェット対応版については、同梱のW-SIMが2010年以降、「RX430AL」に変更されている。
なお、9(nine)シリーズの展開については、今後も大きな変更は行わず、マイナーチェンジにとどめていく予定とのこと。
CLUB AIR-EDGEのオフィシャルコンテンツは、一部未対応のものがある。

## 各種仕様
- 外部端子 - miniUSB TypeB（USB経由での充電可、PC用モデムとしての使用は不可[1]）、W-SIMスロット
- CPU - ARM9
- バッテリ - リチウムイオン二次電池　650mAh/3.7V
- ブラウザ・電子メールクライアント - ACCESS　NetFront 3.3
- TCP/IP - ACCESS　AVE-TCP
- セキュリティ - リモートでの端末ロック・メモリ消去対応
- 通話中の電話・メール着信の通知機能
- 内蔵サウンド
  - 着信音5種類／メール着信音3種類／アラーム音3種類
  - 着信メロディ
    - LOOPER
    - Prime Time
    - ジュピター
    - アヴェ マリア
    - カノン
    - 春
    - G線上のアリア
    - AMAZING GRACE
    - 凱旋行進曲～アイーダ～
    - 誰も寝てはならぬ
    - モルダウ
    - ボレロ

データフォルダ内にあるMIDIファイル（SMF）を指定することも可能。